# あや秀夫
あや 秀夫（あや ひでお、本名：源田 秀夫、1951年6月28日 - ）は、日本の漫画家。

## 来歴
北海道北見市出身。18歳から23歳までアニメ制作会社タツノコプロに勤務をしながら、小学館の学習雑誌に同社のコミカライズ作品を執筆。1976年、『ラブリーフレンド』5月号掲載の「ぼく 未久！」で本格デビュー（源田秀夫名義）。1977年に、『九回裏に向かって走れ』が『マンガ少年』の新人漫画賞を受賞し2月号に掲載される（源田秀夫名義）。さらに1978年、小学館新人コミック大賞に、『ぼくのサヨナラヒット』が2席入選。同年『週刊少年サンデー』誌上で連載された『ヒット・エンド・ラン』で人気を集める。その他の代表作には、『風の伝説』などがある。

## 作品リスト
- みなしごハッチ（小学一年生 1971年4月号 - 7月号、小学二年生1971年3月号）源田秀夫名義
- 樫の木モック（小学二年生　1971年3月号 - 4月号）源田秀夫名義
- 科学忍者隊ガッチャマン（小学一年生 1972年4月号 - 8月号）源田秀夫名義
- ヒット・エンド・ラン
- はばたけノブ
- 風の伝説
- ひつじが丘高校野球部の奇跡
- 大地のグラウンド
- ゴースト（原作のみ、作画は内山まもる）
- 日本昔ばなしアニメ絵本
- 世界名作アニメ絵本
- 学習漫画 世界の歴史
- その時歴史が動いた コミック版